# Anne-Sophie de Danemark
Titre
Électrice consort de Saxe
22 août 1680 – 12 septembre 1691
(11 ans et 21 jours)
Anne-Sophie de Danemark et de Norvège,  (en danois Anna Sophie af Danmark) née le 1er septembre 1647, morte le 1er juillet 1717, princesse de Danemark et de Norvège.

## Biographie
Fille aînée de Frédéric III de Danemark et de Sophie-Amélie de Brunswick-Calenberg, Anne-Sophie de Danemark épousa le 9 octobre 1666 Jean-Georges III de Saxe.
Deux enfants sont issus de cette union :
- Jean-Georges IV de Saxe
- Auguste II

Elle appartenait à la Maison d'Oldenbourg.